# Turismo in Estonia

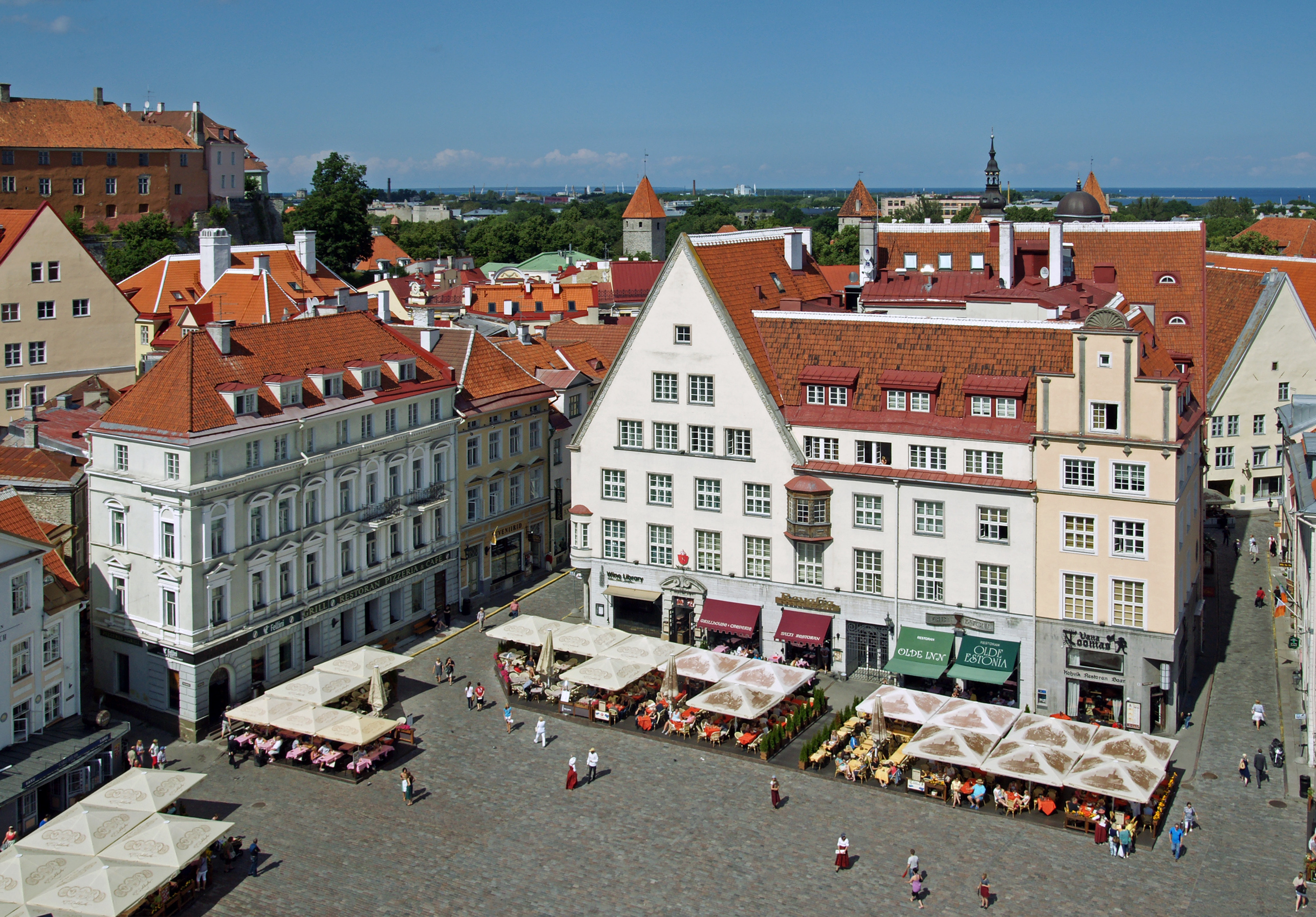
La capitale Tallinn è uno dei luoghi di interesse più visitati dai turisti in Estonia

Il turismo in Estonia è una parte fondamentale dell'economia del paese, rappresentando il 7,8% del PIL nazionale e impiegando il 4,3% della popolazione. Nel 2018, il turismo e altri servizi ad esso correlati costituivano oltre il 10,8% delle esportazioni dell'Estonia.
Il turismo sta aumentando rapidamente in Estonia: il numero di arrivi di turisti, sia nazionali che internazionali, è aumentato da 2,26 milioni nel 2006 a 3,79 milioni nel 2019. L'Estonia è stata anche classificata come il 15º paese più sicuro da visitare nel 2017, secondo safedestinations.com, con un punteggio di 8,94 su 10. Un rapporto del 2018 pubblicato dall'OCSE ha rilevato che la maggior parte dei turisti internazionali proviene da Finlandia, Russia, Lettonia, Germania e Svezia.
Il turismo nazionale in Estonia è gestito dal Ministero degli affari economici e delle comunicazioni, che lavora a stretto contatto con l'agenzia nazionale del turismo, l'Ente per il turismo estone. Nel 2014, il governo dell'Estonia ha annunciato il Piano nazionale di sviluppo turistico, un progetto destinato a investire 123 milioni di euro nell'industria dei viaggi estone, destinato a durare fino al 2020. Dopo il 2020, quando il piano si è concluso, il Ministero ha annunciato un nuovo piano per il 2022, che terminerà nel 2025, con l'aiuto del Ministero dell'Istruzione e della Ricerca.
Nel contesto del turismo in generale, l'Estonia, insieme agli altri stati baltici, è considerata una nazione del blocco orientale con una ricca storia e una natura incontaminata. Destinazioni popolari in Estonia includono la capitale Tallinn, Tartu, Pärnu e Saaremaa. La Città Vecchia di Tallinn è stata dichiarata Patrimonio dell'umanità dall'UNESCO. Inoltre, l'Estonia è anche una destinazione popolare per gli studenti stranieri: 5.528 studenti stranieri hanno studiato in Estonia, principalmente da paesi vicini, ma talvolta anche da luoghi come Azerbaigian, Nigeria e India, i quali rappresentano il 12,2% di tutti gli studenti in Estonia.

## Storia
| Anno | Numero di turisti |
| ---- | ----------------- |
| 1995 | 530 000           |
| 1996 | 665 000           |
| 1997 | 730 000           |
| 1998 | 825 000           |
| 1999 | 950 000           |
| 2000 | 1 220 000         |
| 2001 | 1 320 000         |
| 2002 | 1 362 000         |
| 2003 | 1 462 000         |
| 2004 | 1 750 000         |
| 2005 | 1 917 000         |
| 2006 | 1 940 000         |
| 2007 | 1 900 000         |
| 2008 | 2 222 000         |
| 2009 | 2 180 000         |
| 2010 | 2 511 000         |
| 2011 | 2 823 000         |
| 2012 | 2 957 000         |
| 2013 | 3 111 000         |
| 2014 | 3 160 000         |
| 2015 | 2 961 000         |
| 2016 | 3 131 000         |
| 2017 | 3 245 000         |

La terra che è oggigiorno conosciuta come Estonia ha storicamente avuto una lunga tradizione di navigazione e commercio che risale ai tempi della Lega anseatica.

### Primi anni: metà del XIX secolo–1945
La storia del turismo moderno in Estonia risale alla metà del XIX secolo, quando faceva parte dell'Impero russo. Varie località di villeggiatura furono create nella zona in quel periodo; queste vennero costruite principalmente per i burocrati e gli aristocratici di San Pietroburgo, Mosca e altre città russe. Dopo la prima guerra mondiale e la Rivoluzione d'ottobre, nel 1918, l'Estonia divenne una nazione indipendente. La Società estone dei turisti, un'organizzazione dedicata alla promozione del turismo nazionale e internazionale in Estonia, venne costituita nel 1920 e nel 1930 fu istituito l'Ufficio centrale di gestione del turismo per aiutarla.

### Anni postbellici e sovietici: 1945–1991
Dopo l'incorporazione dell'Estonia nell'Unione Sovietica, la sua economia subì incredibili cambiamenti per essere riadattata all'ideologia comunista. Rispetto ad altre parti dell'Unione Sovietica, l'Estonia era molto più sviluppata, quindi i sovietici ne fecero uso per sviluppare varie industrie ad alta tecnologia. Con l'aiuto di organizzazioni come Inturist e ingenti investimenti da parte del governo sovietico, l'industria del turismo estone si riprese gradualmente. Negli anni '70, Tallinn era il quinto luogo più popolare da visitare per i visitatori dell'Unione Sovietica.

### Anni post-sovietici: 1991–presente
L'industria del turismo estone ha avuto un rapido sviluppo in seguito alla dissoluzione dell'Unione Sovietica, alimentata dalla riapertura delle frontiere, dal ripristino delle leggi sulla libertà di movimento e dal crescente interesse culturale. Un altro fattore importante è stata la creazione dell'Ente Estone per il Turismo nel 1990, volta ad aiutare nell'attuazione di nuove politiche governative per il turismo nazionale. Nel 1995, i servizi turistici rappresentavano il 20% delle esportazioni totali dell'Estonia. La Grande recessione ha temporaneamente fermato la crescita del turismo estone, ma da allora l'industria è tornata a crescere nuovamente: nel 2016 la quota del turismo era aumentata del 5% nell'economia rispetto all'anno precedente.

## Finanziamento, pianificazione e organizzazione del governo
Il finanziamento del governo per il turismo viene solitamente effettuato tramite l'approvazione del Ministero degli affari economici e delle comunicazioni, che viene poi mediato all'Ente per il turismo estone. Il finanziamento del turismo è delineato nel Piano nazionale di sviluppo del turismo (NTDP), redatto per la prima volta nel 1998 come parte di una strategia più ampia per far crescere l'economia estone, insieme alla legge sul turismo (Turismeadus), adottata nel 2000. Il NTDP è stato continuamente rivisto fino al 2014, anno a cui risale l'ultima revisione.
Nel 1996, l'Estonia è stata divisa in 4 principali regioni turistiche: Tallinn (Città Vecchia), Nord (Mar Baltico), Sud (patrimonio culturale) e Ovest (isole e paesaggi costieri). Negli anni '90, la maggior parte dei fornitori di hotel si trovava a Tallinn, con il 25% di tutti gli hotel e il 49% di tutti i posti letto.

## Turismo rurale
Anche il turismo rurale in Estonia sta crescendo a un ritmo sostenuto, in particolare tra i turisti giapponesi. Nel 2014, il 31% dei turisti stranieri in Estonia erano turisti naturalisti. La maggior parte del turismo rurale in Estonia viene gestito da piccole imprese che offrono alloggio, cibo e servizi per le vacanze. Come gran parte del turismo in generale, il turismo rurale e naturalistico ha registrato un aumento massiccio dopo l'indipendenza dell'Estonia dall'Unione Sovietica nel 1990, insieme alla privatizzazione delle fattorie, che erano precedentemente di proprietà statale. La maggior parte degli agriturismi si trova nella contea di Võru.

## Minacce al turismo

### Turismo della vodka
Il "turismo della vodka" è un'industria in rapida crescita in Estonia. L'Estonia ha una lunga storia di produzione di vodka sin dal 1700 ed è considerata uno dei tradizionali paesi produttori, insieme ai suoi vicini. Dopo l'introduzione di un servizio di traghetti passeggeri tra le città di Helsinki e Tallinn nel 1968, iniziò a emergere il "turismo della vodka", poiché i finlandesi erano soliti recarsi in Estonia per acquistare alcolici a basso costo. Tuttavia, oggigiorno molti estoni si recano nei paesi vicini, in particolare in Lettonia, per ottenere alcolici ancora più economici. Ciò è costato al governo estone circa 30 milioni di euro nel 2017 e il ministero delle Finanze ha dichiarato che se tale pratica continuasse, potrebbe causare un "buco di bilancio" di 20 milioni di euro. Inoltre, il turismo della vodka ha anche causato una reputazione negativa per l'Estonia come destinazione turistica.

### Impatto del COVID-19
A causa delle misure di sicurezza e di quarantena emanate a seguito della pandemia di COVID-19, il calo del flusso di turisti provenienti dalla Cina sembra aver avuto un impatto sul turismo estone, nonostante i visitatori cinesi rappresentino solo l'1% di tutti i turisti internazionali in Estonia. Il 27 settembre 2021, il governo estone ha annunciato nuove norme per i viaggiatori esteri: solo i viaggiatori provenienti da Repubblica Ceca, Ungheria, Polonia e Città del Vaticano potevano entrare senza alcuna restrizione.